# Kelyn Rowe
Kelyn Rowe (Federal Way, Washington, 2 de dezembro de 1991) é um ex-futebolista estadunidense que atuava como meio-campo.

## Títulos
Seleção Estadunidense
- Copa Ouro da CONCACAF: 2017